# Ziegenhainer

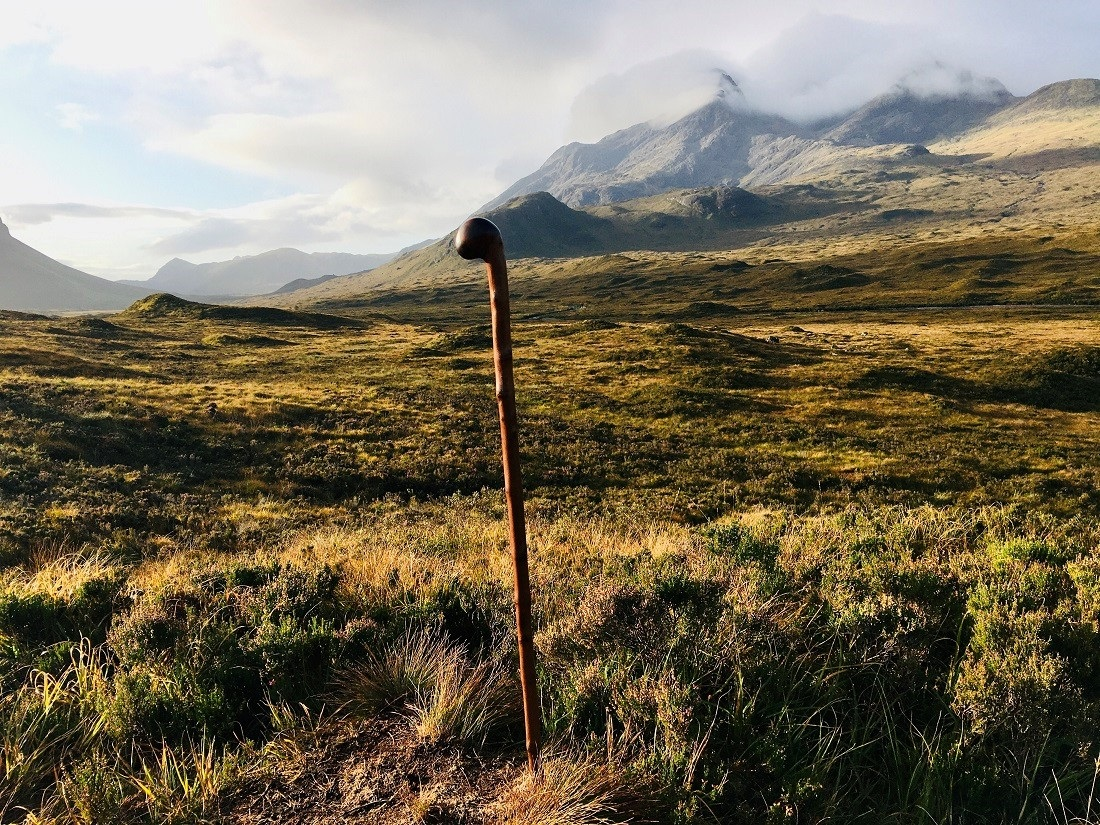
Ein Ziegenhainer auf Reisen, Isle of Skye, Scotland, 2019

Der Ziegenhainer ist ein knotiger, derber Wanderstock aus dem harten Holz der Kornelkirsche. Seinen Namen erhielt dieser Stock von dem in einem Seitental der Saale gelegenen Ziegenhain bei Jena. Aus den geschälten Ästen der Kornelkirsche (Cornus mas) stellten die Bauern aus Ziegenhain besonders haltbare Knotenstöcke her.
Da Ziegenhain als „Bierdorf“ ein beliebtes Ausflugsziel der Jenaer Studenten war, wurde der Ziegenhainer (damals im Allgemeinen Stenz genannt) unter diesen zum Statuszeichen. Von Jena aus kam er schließlich im 19. Jahrhundert in ganz Deutschland zu Popularität. Der Ziegenhainer war ein Wanderstock, wurde aber gleichermaßen zum Sekundieren oder bei anderen Auseinandersetzungen benutzt. Vorausgegangen war das Jenaer Duellmandat von 1684. Deshalb verwendeten die Jenaer Studenten den Ziegenhainer als Schlagwaffe. Nach der Aufhebung des Mensurverbots benutzten die Sekundanten den Ziegenhainer zum Einschreiten.
Eine besondere Art des Ziegenhainers ist der gedrehte Stock. Die Drehung entsteht durch das Geißblatt, das sich um einen jungen Stamm oder senkrechten Ast der Kornelkirsche herum windet. Die so durch die dauerhaften Einschnürungen entstandenen Wülste wurden später durch einen Drechsler nachgeahmt. Manchmal wurden die Griffe der Stöcke aus Kuhhorn, Hirschgeweih, Elfenbein oder Silber gefertigt. Die Stockmacherei bildete die Lebensgrundlage für mehrere Ziegenhainer Familien.